# 郝春荣
郝春荣（1963年4月—），女，汉族，山东烟台人，中华人民共和国政治人物，第十三届全国人民代表大会辽宁地区代表。

## 生平
郝春荣1980年10月进入辽阳市卫生学校学习，1983年8月毕业留校工作，曾担任辽阳市卫生学校团委干事、团委副书记。期间，她于1985年1月加入中国共产党。
2000年11月起，任中共辽阳市委常委、总工会主席、副市长。2012年4月，任中共朝阳市委副书记。2014年4月，任辽宁省旅游局局长。2016年9月，任中共盘锦市委副书记、代市长。2016年10月，当选盘锦市人民政府市长。2018年1月，当选辽宁省人民政府副省长，被选为全国人大代表。2018年2月24日，当选为第十三届全国人大代表。
2022年3月29日，郝春荣因涉嫌嚴重違紀違法，接受中央紀委國家監委紀律審查和監察調查。同年4月，辽宁省人大常委会罢免其全国人民代表大会代表职务，终止其代表资格。同年9月，被开除党籍、开除公职，移送司法机关审查起诉，最高人民检察院依法以涉嫌受贿罪对郝春荣作出逮捕决定。2023年5月30日，辽宁省大连市中级人民法院公开宣判郝春荣受贿一案，郝春荣因非法收受财物共计价值人民币1883万余元。被以受贿罪判处有期徒刑十二年，并处罚金人民币二百万元。

## 争议
据《环球人物》报道，郝春荣在担任辽阳市副市长期间并没有什么让人记住的政绩。她担任盘锦市市长期间大力推动当地旅游业发展，但由于盘锦旅游资源较少，收效甚微，有关项目在她离任后便无人问津，被斥为形式主义。知情人士表示，一般副省长都是从地级市委书记提拔，以市长身份提拔副省长的情况并不多见，郝春荣的晋升速度似乎有些太快，特别是她在盘锦并没有什么突出的政绩。2021年，辽宁省政府实行“一岗双责”，负责（监督）分管单位的党风廉政建设，抓好安全生产管理，郝春荣与另一名副省长王大伟（兼省公安厅厅长，2022年3月1日落马）结为对子。《环球人物》推测，郝春荣的落马可能与她分管的辽宁省供销合作社联合社出现的违纪违法问题有关。